# ISS-Expedition 24
ISS-Expedition 24 ist die Missionsbezeichnung für die 24. Langzeitbesatzung der Internationalen Raumstation (ISS). Die Mission begann am 2. Juni 2010 mit dem Abkoppeln des Raumschiffs Sojus TMA-17 von der ISS. Ursprünglich sollte das Ende am 24. September 2010 durch das Abkoppeln von Sojus TMA-18 markiert werden. Aufgrund eines technischen Defekts am Kopplungsmechanismus konnten jedoch Alexander Skworzow, Tracy Caldwell-Dyson und Michail Kornijenko am 24. September 2010 nicht abdocken und mussten wieder in die ISS zurückkehren. Der zweite Abkopplungsversuch einen Tag später am 25. September 2010 verlief ohne Probleme. Sojus TMA-18 landete gegen 5:23 Uhr UTC in der kasachischen Steppe nahe Arkalyk.

## Mannschaft

### Flugbesatzung
- Alexander Alexandrowitsch Skworzow (1. Raumflug), Kommandant (Russland/Roskosmos) (Sojus TMA-18)
- Michail Borissowitsch Kornijenko (1. Raumflug), Bordingenieur (Russland/Roskosmos) (Sojus TMA-18)
- Tracy Ellen Caldwell-Dyson (2. Raumflug), Bordingenieurin (USA/NASA) (Sojus TMA-18)

ab 17. Juni 2010:
- Fjodor Nikolajewitsch Jurtschichin (3. Raumflug), Bordingenieur (Russland/Roskosmos) (Sojus TMA-19)
- Shannon Walker (1. Raumflug), Bordingenieurin (USA/NASA) (Sojus TMA-19)
- Douglas Harry Wheelock (2. Raumflug), Bordingenieur (USA/NASA) (Sojus TMA-19)

### Ersatzmannschaft
Seit Expedition 20 wird wegen des permanenten Trainings für die Besatzungen keine offizielle Ersatzmannschaft mehr bekanntgegeben. Inoffiziell gelten die Backup-Crews der beiden Sojus-Zubringerraumschiffe TMA-18 und TMA-19 (siehe dort) als Ersatzmannschaft der Expedition 24. In der Regel kommen diese Crews dann jeweils zwei Missionen später selbst zum Einsatz.